# Беляевский мост
Беля́евский мост — автодорожный металлический арочный мост комбинированной конструкции через реку Охту, являющийся частью КАД Санкт-Петербурга.

## Название
Своё название мост получил 19 марта 2009 года по наименованию расположенной неподалёку деревни Беляевка.

## История
Мост был построен в составе проекта строительства Кольцевой автомобильной дороги вокруг Санкт-Петербурга. Заказчиком являлось ФГУ «Дирекция по строительству транспортного обхода города Санкт-Петербурга», генпроектировщиком — ЗАО «Институт Гипростроймост ― Санкт-Петербург», подрядчиками — ОАО «Мостостроительный отряд № 19» и ОАО «Мостострой 6».
Строительство началось в 2004 году. Первая очередь мостового перехода построена в сентябре 2006 года, по этому мосту было организовано автомобильное движение в оба направления. 30 октября 2008 года была построена и запущена в эксплуатацию вторая очередь. Первая очередь стала частью внутреннего кольца КАД, а вторая — внешнего.

## Конструкция
Мостовой переход представляет собой два параллельно расположенных моста, каждый из которых по своей длине состоит из двух частей: неразрезного балочного трёхпролётного строения по схеме 48,4 + 63,0 + 48,4 м со стороны левого берега и арочного внешне безраспорного пролетного строения с расчетным пролётом 161,4 м, представляющего собой безраспорную комбинированную систему «жесткая арка» с «гибкой затяжкой» с ездой понизу. Такая конструкция — арка с гибкими подвесками и весом пролёта 1 600 вместо традиционных для пролетов такой длины 2 500 тонн — в России применена впервые. Необходимость сооружения арок вызвана наличием коммуникационных линий, проходящих под дном Охтинского водохранилища. Схожесть внешнего вида и технологии монтажа подвесок с вантами привела к ошибочному причислению моста к категории вантовых, он даже был анонсирован при открытии второй очереди как «младший брат Вантового моста»